# Ermita de la Trinidad de Puebla de Benifasar
La ermita de la Trinidad, conocida también como ermita de la Trinidad de Ballester, que se llamó antaño “ermita de San Antón”, en el municipio Puebla de Benifasar es un edificio religioso católico, actualmente sin culto, que se localiza en el Paraje conocido como “de les Vinyes”, en una zona elevada a unos 710 metros sobre el nivel del mar, y a unos tres quilómetros del Monasterio de Santa María, en la comarca del Bajo Maestrazgo. Está catalogada como Bien de relevancia local, con la categoría de Monumento de interés local, y código: 12.03.093-009; de manera genérica y según la Disposición Adicional Quinta de la Ley 5/2007, de 9 de febrero, de la Generalitat, de modificación de la Ley 4/1998, de 11 de junio, del Patrimonio Cultural Valenciano (DOCV Núm. 5.449 / 13/02/2007).

## Historia
La ermita data del año 1853 y en la actualidad está abandonada, lo cual repercutió directamente en su estado ruinoso. Se ha llevado a cabo una restauración sufragada por los propios vecinos de la zona.

## Descripción
Se trata de un edificio con planta de nave única con un solo tramo, dadas sus reducidas dimensiones. La fábrica es de mampostería con refuerzos de sillar en las esquinas. La techumbre se resuelve con techo a dos vertientes y cubierto por teja roja. Es un pequeño edificio de sencillez extrema que como único adorno, en la actualidad, presenta una especie de diminuto pináculo en el final del eje de simetría de la fachada principal, donde se abre la puerta de acceso. Se cree que la fachada debía contar con un retablo cerámico colocado sobre la entrada que actualmente ha desaparecido.